# Joseph Mydell
Joseph Mydell (Savannah, 1955) è un attore statunitense.
È noto soprattutto per la tua attività teatrale sulle scene inglesi. Membro della Royal Shakespeare Company, ha vinto il Laurence Olivier Award nel 1994 per la sua performance nel ruolo di Belize in Angels in America - Fantasia gay su temi nazionali al Royal National Theatre.

## Filmografia

### Cinema
- Manderlay, regia di Lars von Trier (2005)
- Mammoth, regia di Lukas Moodysson (2009)
- You Instead, regia di David Mackenzie (2011)
- Woman in Gold, regia di Simon Curtis (2015)
- The Eternal Daughter, regia di Joanna Hogg (2022)
- The Son, regia di Florian Zeller (2022)
- L'imprevedibile viaggio di Harold Fry (The Unlikely Pilgrimage of Harold Fry), regia di Hettie Macdonald (2023)
- Conclave, regia di Edward Berger (2024)

### Cortometraggi
- Sidney's Chair, regia di Roberto Bangura (1995)
- Perfect, regia di Chris Obi (2009)
- Columbite Tantalite, regia di Chiwetel Ejiofor (2013)
- Dolapo Is Fine, regia di Ethosheia Hylton (2020)
- Mr Malcolm, regia di Henry Hobson (2022)

### Televisione
- American Playhouse – serie TV, episodio 4x15 (1985)
- Un'ombra sul sole (Beryl Markham: A Shadow on the Sun), regia di Tony Richardson – miniserie TV (1988)
- CBS Summer Playhouse – serie TV, episodio 2x01 (1988)
- Boon – serie TV, episodio 3x10 (1989)
- A Quiet Conspiracy, regia di John Gorrie – miniserie TV (1989)
- Screen Two – serie TV, episodio 5x12 (1989)
- Miss Marple (Agatha Christie's Miss Marple) – serie TV, episodio 1x10 (1989)
- L'asso della Manica (Bergerac) – serie TV, espisodio 8x01 (1990)
- The March, regia di David Wheatley – film TV (1990)
- TECX – serie TV, espisodio 2x01 (1990)
- The Gravy Train – serie TV, espisodio 1x04 (1990)
- The Care of Time, regia di John Davies – film TV (1990)
- Chancer – serie TV, 5 espisodi (1991)
- Jeeves and Wooster – serie TV, 3 espisodi (1993)
- All or Nothing at All, regia di Andrew Grieve – miniserie TV (1993)
- The All New Alexei Sayle Show – serie TV, espisodio 1x04 (1994)
- Rossella (Scarlett), regia di John Erman – miniserie TV, 1 puntata (1994)
- Space Precinct – serie TV, 12 espisodi (1994-1995)
- Metropolitan Police (The Bill) – serie TV, episodio 17x25 (2001)
- Dinotopia – serie TV, espisodio 1x12-1x13 (2003)
- Born with Two Mothers, regia di Ian Duncan e Oliver Morse – film TV (1995)
- Doctors – soap opera, puntata 7x65 (2005)
- Trial & Retribution – serie TV, espisodio 10x05 (2007)
- Holby City – serie TV, espisodio 12x44 (2010)
- Delitti in Paradiso (Death in Paradise) – serie TV, episodio 1x02 (2011)
- The Missing – serie TV, espisodio 1x08 (2014)
- Homeland - Caccia alla spia (Homeland) – serie TV, espisodio 4x12 (2014)
- L'ispettore Barnaby (Midsomer Murders) – serie TV, episodio 18x01 (2016)
- Shield 5 – serie TV (2016)
- Mrs Wilson, regia di Richard Laxton – miniserie TV (2018)
- Alex Rider – serie TV, 5 espisodi (2021)
- Brassic – serie TV, episodio 4x03 (2022)
- Bite Size Halloween – serie TV, episodio 3x04 (2022)
- Delitti in Paradiso - Un fantasma dal passato (The Death Ghost), regia di Ruth  Carney – film TV (2022)
- Jack Ryan – serie TV, episodio 4x03 (2023)
- The Reckoning, regia di David Blair e Sandra Goldbacher – miniserie TV, 1 puntata (2023)
- The Castaways, regia di Andy e Ryan Tohill – miniserie TV (2023)
- Dinner with the Parents – serie TV, episodio 1x10 (2024)
- Strike – serie TV, episodio 6x01 (2024)
- Prime Target, regia di Brady Hood – miniserie TV (2025)

### Doppiatore
- Miller in Mirror's Edge (2008)
- Garius Moro in Doctor Who: The Monthly Adventures (2019)
- in Chorus (2021)